# Club Técnico Universitario
Club Técnico Universitario é um time de futebol equatoriano da primeira divisão. O clube foi fundado em 11 de abril de 1971. Seu maior rival é o Macará, com o qual divide o Estádio Bella Vista.

## Títulos

### Nacionais
- Campeonato Equatoriano da 2ª Divisão: 5 (1977 E2, 1981 E2, 1999, 2002, 2011)
- Campeonato Equatoriano da 3ª Divisão: 1 (1974)

### Destaques
- Vice-campeonato Equatoriano: 2 (1978 e 1980)
- Vice-campeonato Equatoriano da 2ª Divisão: 1 (1995)